# Caussade-Rivière
Caussade-Rivière è un comune francese di 85 abitanti situato nel dipartimento degli Alti Pirenei nella regione dell'Occitania.

## Società

### Evoluzione demografica
Abitanti censiti